# Hrînivka, Nedrîhailiv
Hrînivka (în ucraineană Гринівка) este localitatea de reședință a comunei Hrînivka din raionul Nedrîhailiv, regiunea Sumî, Ucraina.

## Demografie
Componența lingvistică a localității Hrînivka
     Ucraineană (98,37%)
     Rusă (1,63%)
Conform recensământului din 2001, majoritatea populației localității Hrînivka era vorbitoare de ucraineană (98,37%), existând în minoritate și vorbitori de rusă (1,63%).